# Mistrzostwa Świata U-20 w Rugby Union Mężczyzn 2017
Mistrzostwa Świata Juniorów w Rugby Union 2017 (2017 World Rugby U20 Championship) – dziesiąte mistrzostwa świata w rugby union dla drużyn narodowych do lat dwudziestu, organizowane przez World Rugby. Turniej został rozegrany na trzech stadionach w dwóch miastach Gruzji w dniach 31 maja – 18 czerwca 2017 roku. Wzięło w nim udział dwanaście drużyn, a tytułu mistrzowskiego bronili Anglicy.
Gruziński Związek Rugby otrzymał prawa do organizacji mistrzostw w połowie maja 2015 roku, jednocześnie wskazano, iż mecze gościć będą Tbilisi i Kutaisi. Bilety na mecze rozgrywane na Avchala Stadium kosztowały 20 GEL, na pozostałych dwóch stadionach ich ceny kształtowały się w granicach 5–10 GEL. Rozkład grup i meczów zostały ogłoszone 20 września 2016 roku, sędziowie zawodów zostali natomiast wyznaczeni 29 marca 2017 roku ze szczegółowymi przydziałami przed każdą rundą. Przedturniejowe charakterystyki zespołów.
Podczas mistrzostw było testowanych siedem zmian w przepisach gry dotyczących gry w młynie oraz w przegrupowaniach.
Drużyny rywalizowały w pierwszej fazie systemem kołowym podzielone na trzy czterozespołowe grupy. Zwycięzca meczu zyskiwał cztery punkty, za remis przysługiwały dwa punkty, porażka nie była punktowana, a zdobycie przynajmniej czterech przyłożeń lub przegrana nie więcej niż siedmioma punktami premiowana była natomiast punktem bonusowym. Po zakończeniu pierwszej fazy ustalany był ranking przed dwumeczową fazą play-off – pierwsze cztery zespoły walczyły o mistrzostwo, kolejne cztery o miejsce piąte, zaś pozostałe o miejsce dziewiąte. Przy ustalaniu rankingu po fazie grupowej w przypadku tej samej liczby punktów lokaty zespołów były ustalane kolejno na podstawie:
- wyniku meczu pomiędzy zainteresowanymi drużynami;
- lepszego bilansu punktów zdobytych i straconych;
- lepszego bilansu przyłożeń zdobytych i straconych;
- większej liczby zdobytych punktów;
- większej liczby zdobytych przyłożeń;
- rzutu monetą.

Niespodzianką pierwszego dnia było zwycięstwo Włoch nad Irlandią, w drugiej kolejce faworyci wygrywali swoje pojedynki, choć połowa z nich zakończyła się zdobyciem przez przegranych punktu bonusowego. W trzecim dniu widzowie obejrzeli cztery jednostronne pojedynki, lecz też dwa wyrównane, dzięki którym awans do poszczególnych drabinek fazy pucharowej nie był zapewniony do końca ostatniego meczu, a ostatecznie po raz pierwszy w historii całą obsadę półfinałów stanowiły zespoły, które w fazie grupowej nie doznały porażki – Anglia i Nowa Zelandia z kompletem zwycięstw, zaś Francja i RPA z bilansem dwóch wygranych i remisem. W finale spotkały się dwie najbardziej utytułowane na tej imprezie reprezentacje, które łącznie zdobyły osiem z dotychczasowych dziewięciu tytułów mistrzowskich, a w nim niespodziewanie łatwo Nowozelandczycy rozgromili Anglików bijąc przy tym kilka rekordów turnieju, z rozgrywek elity po zajęciu ostatniego miejsca wypadli natomiast Samoańczycy.
Do miana najlepszego zawodnika turnieju organizatorzy wytypowali pięciu graczy, a wyróżnienie to otrzymał Południowoafrykańczyk Juarno Augustus. Zwyciężył on też w klasyfikacji przyłożeń, zaś najwięcej punktów w zawodach zdobył Tiaan Falcon. Statystyki po fazie grupowej.
Zawody były transmitowane w Internecie, zaś transmisje telewizyjne (m.in. w NBC i ITV) docierały do stu pięćdziesięciu milionów gospodarstw domowych w ponad stu dziesięciu krajach na całym świecie.

## Uczestnicy
W zawodach uczestniczyło jedenaście najwyżej sklasyfikowanych drużyn z poprzednich mistrzostw oraz zwycięzca World Rugby U-20 Trophy 2016.
| Zespół                 | Liczba występów | Poprzednia pozycja |
| ---------------------- | --------------- | ------------------ |
| Anglia U-20            | 9               | 1                  |
| Irlandia U-20          | 9               | 2                  |
| Argentyna U-20         | 9               | 3                  |
| Południowa Afryka U-20 | 9               | 4                  |
| Nowa Zelandia U-20     | 9               | 5                  |
| Australia U-20         | 9               | 6                  |
| Walia U-20             | 9               | 7                  |
| Szkocja U-20           | 9               | 8                  |
| Francja U-20           | 9               | 9                  |
| Gruzja U-20            | 1               | 10                 |
| Włochy U-20            | 7               | 11                 |
| Samoa U-20             | 6               | awans z WRT 2016   |

## Faza grupowa

### Grupa A
| 31 maja 201713:00 | Anglia U-20 | 74:17 | Samoa U-20                               | Avchala Stadium, Tbilisi Sędzia: Dan Jones |
| 31 maja 201713:00 | Crossdale 10 (2P) Malins 13 (P 4pd) Mercer 10 (2P) Mitchell 5 (P) Morris 10 (2P) Ibitoye 10 (2P) Umaga 6 (3pd) Street 5 (P) Knight 5 (P) | 74:17 | Filipo 10 (2P) Ene 3 (K) Paisami 4 (2pd) | Avchala Stadium, Tbilisi Sędzia: Dan Jones |
| 31 maja 201713:00 | Filipo · Toeafe | 74:17 |                                          | Avchala Stadium, Tbilisi Sędzia: Dan Jones |

| 31 maja 201720:30 | Australia U-20                                                                      | 24:17 | Walia U-20                                  | Avchala Stadium, Tbilisi Sędzia: Frank Murphy |
| 31 maja 201720:30 | Goddard 5 (pd K) Hutchison 5 (P) Johnson-Holmes 5 (P) Nucifora 4 (2pd) Perese 5 (P) | 24:17 | Lewis 5 (P) Robson 7 (2pd dg) Blacker 5 (P) | Avchala Stadium, Tbilisi Sędzia: Frank Murphy |
| 31 maja 201720:30 | Kennewell                                                                           | 24:17 |                                             | Avchala Stadium, Tbilisi Sędzia: Frank Murphy |

| 4 czerwca 201715:30 | Australia U-20                                                                             | 33:26 | Samoa U-20                                                   | Avchala Stadium, Tbilisi Sędzia: Jaco van Heerden |
| 4 czerwca 201715:30 | Goddard 8 (pd 2K) Hutchison 5 (P) Tupou 5 (P) Nucifora 5 (pd K) Riley 5 (P) McNamara 5 (P) | 33:26 | Ene 6 (2K) Paisami 5 (pd K) Teleʻa 5 (P) Pohla-Muray 10 (2P) | Avchala Stadium, Tbilisi Sędzia: Jaco van Heerden |
| 4 czerwca 201715:30 | Stewart                                                                                    | 33:26 |                                                              | Avchala Stadium, Tbilisi Sędzia: Jaco van Heerden |

| 4 czerwca 201720:30 | Anglia U-20                                                     | 34:22 | Walia U-20                                                          | Avchala Stadium, Tbilisi Sędzia: Pierre Brousset |
| 4 czerwca 201720:30 | Malins 14 (4pd dg K) Mitchell 5 (P) Ibitoye 10 (2P) Clegg 5 (P) | 34:22 | Robson 5 (pd K) Goodchild 5 (P) Assiratti 5 (P) 1 karne przyłożenie | Avchala Stadium, Tbilisi Sędzia: Pierre Brousset |
| 4 czerwca 201720:30 | Dawe                                                            | 34:22 | Jones                                                               | Avchala Stadium, Tbilisi Sędzia: Pierre Brousset |

| 8 czerwca 201713:00 | Walia U-20 | 54:20 | Samoa U-20                                    | Avchala Stadium, Tbilisi Sędzia: Jamie Nutbrown |
| 8 czerwca 201713:00 | Rosser 5 (P) Jones 8 (4pd) Ward 5 (P) Griffiths 5 (P) Lewis-Hughes 10 (2P) Moore 5 (P) Robson 6 (3pd) Blacker 5 (P) Goodchild 5 (P) | 54:20 | Ene 10 (2pd 2K) Enoka 5 (P) Pohla-Muray 5 (P) | Avchala Stadium, Tbilisi Sędzia: Jamie Nutbrown |

| 8 czerwca 201720:30 | Anglia U-20                                             | 20:19 | Australia U-20                                    | Avchala Stadium, Tbilisi Sędzia: Mike Adamson |
| 8 czerwca 201720:30 | Malins 7 (2pd K) Ibitoye 5 (P) Street 5 (P) Clews 3 (K) | 20:19 | Goddard 11 (pd 3K) Tuipulotu 5 (P) Nucifora 3 (K) | Avchala Stadium, Tbilisi Sędzia: Mike Adamson |
| 8 czerwca 201720:30 | Johnson-Holmes                                          | 20:19 |                                                   | Avchala Stadium, Tbilisi Sędzia: Mike Adamson |

### Grupa B
| 31 maja 201713:00 | Nowa Zelandia U-20                                                            | 42:20 | Szkocja U-20                                                 | AIA Arena, Kutaisi Sędzia: Tom Foley |
| 31 maja 201713:00 | Faingaanuku 15 (3P) Falcon 12 (3pd 2K) Aumua 5 (P) Papaliʻi 5 (P) Leger 5 (P) | 42:20 | Renwick 5 (P) Graham 5 (P) Eastgate 3 (K) Henderson 7 (P pd) | AIA Arena, Kutaisi Sędzia: Tom Foley |
| 31 maja 201713:00 | Papaliʻi                                                                      | 42:20 |                                                              | AIA Arena, Kutaisi Sędzia: Tom Foley |

| 31 maja 201715:30 | Irlandia U-20                             | 21:22 | Włochy U-20                                                   | AIA Arena, Kutaisi Sędzia: Mike Adamson |
| 31 maja 201715:30 | Dean 8 (pd 2K) Nash 10 (2P) Frawley 3 (K) | 21:22 | Fischetti 5 (P) Rizzi 5 (pd dg) Bianchi 5 (P) Cioffi 7 (P pd) | AIA Arena, Kutaisi Sędzia: Mike Adamson |

| 4 czerwca 201713:00 | Irlandia U-20                                              | 28:32 | Szkocja U-20                                                              | AIA Arena, Kutaisi Sędzia: Dan Jones |
| 4 czerwca 201713:00 | Dean 8 (pd 2K) Tynan 5 (pd K) Stafford 5 (P) Kelly 10 (2P) | 28:32 | Renwick 5 (P) Graham 5 (P) Eastgate 12 (P 2pd K) Nairn 5 (P) McCann 5 (P) | AIA Arena, Kutaisi Sędzia: Dan Jones |

| 4 czerwca 201715:30 | Nowa Zelandia U-20 | 68:26 | Włochy U-20                                                           | AIA Arena, Kutaisi Sędzia: Pablo Deluca |
| 4 czerwca 201715:30 | Falcon 19 (5pd 3K) Leger 9 (P 2pd) Tua 5 (P) Clarke 10 (2P) Jordan 5 (P) Nareki 5 (P) Ennor 5 (P) Rakete-Stones 5 (P) Choat 5 (P) | 68:26 | Lamaro 5 (P) Cannone 5 (P) Rollero 5 (P) Cornelli 5 (P) Marco 6 (3pd) | AIA Arena, Kutaisi Sędzia: Pablo Deluca |
| 4 czerwca 201715:30 | Jacobson | 68:26 |                                                                       | AIA Arena, Kutaisi Sędzia: Pablo Deluca |

| 8 czerwca 201713:00 | Szkocja U-20                                         | 17:16 | Włochy U-20                  | AIA Arena, Kutaisi Sędzia: Nic Berry |
| 8 czerwca 201713:00 | Nairn 5 (P) Eastgate 2 (pd) Crosbie 5 (P) Dodd 5 (P) | 17:16 | Rizzi 11 (pd 3K) Zanon 5 (P) | AIA Arena, Kutaisi Sędzia: Nic Berry |

| 8 czerwca 201715:30 | Irlandia U-20    | 3:69 | Nowa Zelandia U-20                                                                                 | AIA Arena, Kutaisi Sędzia: Jaco van Heerden |
| 8 czerwca 201715:30 | Fitzgerald 3 (K) | 3:69 | Falcon 19 (P 7pd) Clarke 15 (3P) Jordan 15 (3P) Ennor 5 (P) Christie 5 (P) Enari 5 (P) McKay 5 (P) | AIA Arena, Kutaisi Sędzia: Jaco van Heerden |
| 8 czerwca 201715:30 | Coombes          | 3:69 | Walker-Leawere · Caird                                                                             | AIA Arena, Kutaisi Sędzia: Jaco van Heerden |

### Grupa C
| 31 maja 201715:30 | Południowa Afryka U-20             | 23:23 | Francja U-20                                                | Avchala Stadium, Tbilisi Sędzia: Nic Berry |
| 31 maja 201715:30 | Augustus 10 (2P) Bosch 13 (2pd 3K) | 23:23 | Buros 5 (P) Ntamack 8 (pd 2dg) Dufour 5 (P) Couilloud 5 (P) | Avchala Stadium, Tbilisi Sędzia: Nic Berry |
| 31 maja 201715:30 | Simelane · Steenekamp              | 23:23 | Pesenti                                                     | Avchala Stadium, Tbilisi Sędzia: Nic Berry |

| 31 maja 201718:00 | Argentyna U-20                                                                                       | 37:26 | Gruzja U-20                                                              | Avchala Stadium, Tbilisi Sędzia: Pierre Brousset |
| 31 maja 201718:00 | Kremer 5 (P) Albornoz 8 (pd 2K) González 5 (P) Ruiz 5 (P) Daireaux 4 (2pd) Sauze 5 (P) Stavile 5 (P) | 37:26 | Aprasidze 14 (pd 4K) Kveseladze 5 (P) Tcheishvili 5 (P) Gogoladze 2 (pd) | Avchala Stadium, Tbilisi Sędzia: Pierre Brousset |

| 4 czerwca 201713:00 | Argentyna U-20                                                     | 25:26 | Francja U-20                                                               | Avchala Stadium, Tbilisi Sędzia: Jamie Nutbrown |
| 4 czerwca 201713:00 | Carreras 2 (pd) Albornoz 6 (dg K) Daireaux 12 (2P pd) Oviedo 5 (P) | 25:26 | Ntamack 3 (K) Boniface 5 (P) Mauvaka 5 (P) Arrate 8 (pd 2K) Ngandebe 5 (P) | Avchala Stadium, Tbilisi Sędzia: Jamie Nutbrown |
| 4 czerwca 201713:00 | Medrano                                                            | 25:26 | Roumat · Mauvaka                                                           | Avchala Stadium, Tbilisi Sędzia: Jamie Nutbrown |

| 4 czerwca 201718:00 | Południowa Afryka U-20                                                                    | 38:14 | Gruzja U-20                                     | Avchala Stadium, Tbilisi Sędzia: Tom Foley |
| 4 czerwca 201718:00 | Augustus 5 (P) Bosch 4 (2pd) Simelane 10 (2P) Cilliers 4 (2pd) Libbok 10 (2P) Penxe 5 (P) | 38:14 | Aprasidze 4 (2pd) Tabidze 5 (P) Gogoladze 5 (P) | Avchala Stadium, Tbilisi Sędzia: Tom Foley |
| 4 czerwca 201718:00 | Stassen · Davids                                                                          | 38:14 | Gogichashvili · Jalagonia                       | Avchala Stadium, Tbilisi Sędzia: Tom Foley |

| 8 czerwca 201715:30 | Argentyna U-20                            | 14:72 | Południowa Afryka U-20 | Avchala Stadium, Tbilisi Sędzia: Frank Murphy |
| 8 czerwca 201715:30 | Albornoz 4 (2pd) Luna 5 (P) Malanos 5 (P) | 14:72 | Bosch 17 (7pd K) Grobbelaar 10 (2P) Lombard 10 (2P) Willemse 5 (P) Penxe 5 (P) Augustus 5 (P) Papier 5 (P) Villiers 5 (P) Cilliers 5 (P) Libbok 5 (P) | Avchala Stadium, Tbilisi Sędzia: Frank Murphy |
| 8 czerwca 201715:30 | Molina · Malanos                          | 14:72 | Simelane | Avchala Stadium, Tbilisi Sędzia: Frank Murphy |

| 8 czerwca 201718:00 | Francja U-20 | 54:0 | Gruzja U-20 | Avchala Stadium, Tbilisi Sędzia: Pablo Deluca |
| 8 czerwca 201718:00 | Couilloud 5 (P) Jalibert 17 (P 6pd) Boniface 5 (P) Mauvaka 5 (P) Decron 5 (P) Pesenti 5 (P) Tolofua 5 (P) Arrate 2 (pd) Roumat 5 (P) | 54:0 |             | Avchala Stadium, Tbilisi Sędzia: Pablo Deluca |

## Faza pucharowa

### Mecze o miejsca 9–12
|  |                       |                |             |                       |    |                   |                   |                   |
|  | Półfinały             | Półfinały      | Półfinały   |                       |    | Mecz o 9. miejsce | Mecz o 9. miejsce | Mecz o 9. miejsce |
|  | Półfinały             | Półfinały      | Półfinały   |                       |    | Mecz o 9. miejsce | Mecz o 9. miejsce | Mecz o 9. miejsce |
|  | 13 czerwca 2017 13:00 |                |             |                       |    |                   |                   |                   |
|  |                       |                |             |                       |    |                   |                   |                   |
|  | Irlandia U-20         | Irlandia U-20  | 52          |                       |    |                   |                   |                   |
|  | Irlandia U-20         | Irlandia U-20  | 52          | 18 czerwca 2017 13:00 |    |                   |                   |                   |
|  | Samoa U-20            | Samoa U-20     | 26          |                       |    |                   |                   |                   |
|  | Samoa U-20            | Samoa U-20     | 26          |                       |    | Irlandia U-20     | Irlandia U-20     | 24                |
|  | 13 czerwca 2017 15:30 |                |             |                       |    | Irlandia U-20     | Irlandia U-20     | 24                |
|  |                       |                | Gruzja U-20 | Gruzja U-20           | 18 |                   |                   |                   |
|  | Argentyna U-20        | Argentyna U-20 | Gruzja U-20 | Gruzja U-20           | 18 | 25                |                   |                   |
|  | Argentyna U-20        | Argentyna U-20 |             |                       |    |                   |                   |                   |
|  | Gruzja U-20           | Gruzja U-20    | 26          |                       |    |                   |                   |                   |
|  | Gruzja U-20           | Gruzja U-20    | 26          | Mecz o 3. miejsce     |    |                   |                   |                   |
|  |                       |                |             |                       |    |                   |                   |                   |
|  | 18 czerwca 2017 12:00 |                |             |                       |    |                   |                   |                   |
|  |                       |                |             |                       |    |                   |                   |                   |
|  | Samoa U-20            | Samoa U-20     | 42          |                       |    |                   |                   |                   |
|  | Samoa U-20            | Samoa U-20     | 42          |                       |    |                   |                   |                   |
|  | Argentyna U-20        | Argentyna U-20 | 53          |                       |    |                   |                   |                   |
|  | Argentyna U-20        | Argentyna U-20 | 53          |                       |    |                   |                   |                   |

| 13 czerwca 201713:00 | Irlandia U-20 | 52:26 | Samoa U-20                                                   | Avchala Stadium, Tbilisi Sędzia: Tom Foley |
| 13 czerwca 201713:00 | Dean 12 (6pd) Kelleher 10 (2P) Nash 5 (P) Dowling 5 (P) Frawley 5 (P) Cooper 5 (P) Wycherley 5 (P) Sweetman-Doris 5 (P) | 52:26 | Ene 6 (3pd) See 5 (P) Ielemia 5 (P) Enoka 5 (P) Solipo 5 (P) | Avchala Stadium, Tbilisi Sędzia: Tom Foley |
| 13 czerwca 201713:00 | Dowling | 52:26 | Teleʻa · Tagoai                                              | Avchala Stadium, Tbilisi Sędzia: Tom Foley |

| 13 czerwca 201715:30 | Argentyna U-20                                                             | 25:26 | Gruzja U-20                                                 | Stadion im. Micheila Meschiego, Tbilisi Sędzia: Jaco van Heerden |
| 13 czerwca 201715:30 | Delguy 5 (P) Albornoz 6 (2K) Daireaux 4 (2pd) Malanos 5 (P) Ferrario 5 (P) | 25:26 | Aprasidze 16 (2pd 4K) Saghinadze 5 (P) Spanderashvili 5 (P) | Stadion im. Micheila Meschiego, Tbilisi Sędzia: Jaco van Heerden |
| 13 czerwca 201715:30 | Luna                                                                       | 25:26 | Tabidze                                                     | Stadion im. Micheila Meschiego, Tbilisi Sędzia: Jaco van Heerden |

| 18 czerwca 201712:00 | Samoa U-20                                                                              | 42:53 | Argentyna U-20                                                                            | Avchala Stadium, Tbilisi Sędzia: Pierre Brousset |
| 18 czerwca 201712:00 | Moore 5 (P) Paisami 20 (2P 5pd) Tinei 2 (pd) Fonoti 5 (P) Enoka 5 (P) Pohla-Muray 5 (P) | 42:53 | Albornoz 23 (P 6pd 2K) J. González 5 (P) Delguy 10 (2P) L. González 10 (2P) Malanos 5 (P) | Avchala Stadium, Tbilisi Sędzia: Pierre Brousset |
| 18 czerwca 201712:00 | Tinei · Solipo                                                                          | 42:53 |                                                                                           | Avchala Stadium, Tbilisi Sędzia: Pierre Brousset |

| 18 czerwca 201713:00 | Irlandia U-20                                               | 24:18 | Gruzja U-20                                | Stadion im. Micheila Meschiego, Tbilisi Sędzia: Pablo Deluca |
| 18 czerwca 201713:00 | Dean 9 (3pd K) Tynan 5 (P) Sweetman-Doris 5 (P) Boyle 5 (P) | 24:18 | Aprasidze 13 (P pd 2K) Gogichashvili 5 (P) | Stadion im. Micheila Meschiego, Tbilisi Sędzia: Pablo Deluca |

### Mecze o miejsca 5–8
|  |                       |                |                |                       |    |                   |                   |                   |
|  | Półfinały             | Półfinały      | Półfinały      |                       |    | Mecz o 5. miejsce | Mecz o 5. miejsce | Mecz o 5. miejsce |
|  | Półfinały             | Półfinały      | Półfinały      |                       |    | Mecz o 5. miejsce | Mecz o 5. miejsce | Mecz o 5. miejsce |
|  | 13 czerwca 2017 18:00 |                |                |                       |    |                   |                   |                   |
|  |                       |                |                |                       |    |                   |                   |                   |
|  | Szkocja U-20          | Szkocja U-20   | 29             |                       |    |                   |                   |                   |
|  | Szkocja U-20          | Szkocja U-20   | 29             | 18 czerwca 2017 14:30 |    |                   |                   |                   |
|  | Walia U-20            | Walia U-20     | 25             |                       |    |                   |                   |                   |
|  | Walia U-20            | Walia U-20     | 25             |                       |    | Szkocja U-20      | Szkocja U-20      | 24                |
|  | 13 czerwca 2017 15:30 |                |                |                       |    | Szkocja U-20      | Szkocja U-20      | 24                |
|  |                       |                | Australia U-20 | Australia U-20        | 17 |                   |                   |                   |
|  | Australia U-20        | Australia U-20 | Australia U-20 | Australia U-20        | 17 | 42                |                   |                   |
|  | Australia U-20        | Australia U-20 |                |                       |    |                   |                   |                   |
|  | Włochy U-20           | Włochy U-20    | 19             |                       |    |                   |                   |                   |
|  | Włochy U-20           | Włochy U-20    | 19             | Mecz o 3. miejsce     |    |                   |                   |                   |
|  |                       |                |                |                       |    |                   |                   |                   |
|  | 18 czerwca 2017 17:00 |                |                |                       |    |                   |                   |                   |
|  |                       |                |                |                       |    |                   |                   |                   |
|  | Walia U-20            | Walia U-20     | 25             |                       |    |                   |                   |                   |
|  | Walia U-20            | Walia U-20     | 25             |                       |    |                   |                   |                   |
|  | Włochy U-20           | Włochy U-20    | 24             |                       |    |                   |                   |                   |
|  | Włochy U-20           | Włochy U-20    | 24             |                       |    |                   |                   |                   |

| 13 czerwca 201718:00 | Szkocja U-20                                                     | 29:25 | Walia U-20                                      | Avchala Stadium, Tbilisi Sędzia: Pierre Brousset |
| 13 czerwca 201718:00 | Eastgate 9 (3pd K) Graham 10 (2P) McCann 5 (P) Hunter-Hill 5 (P) | 29:25 | Robson 15 (P 2pd 2K) Jones 5 (P) Nicholas 5 (P) | Avchala Stadium, Tbilisi Sędzia: Pierre Brousset |

| 13 czerwca 201715:30 | Australia U-20                                                                | 42:19 | Włochy U-20                                 | Avchala Stadium, Tbilisi Sędzia: Dan Jones |
| 13 czerwca 201715:30 | Goddard 15 (P 5pd) Nucifora 2 (pd) Hewat 5 (P) Perese 15 (3P) Tuipulotu 5 (P) | 42:19 | Rizzi 4 (2pd) D'Onofrio 5 (P) Zilio 10 (2P) | Avchala Stadium, Tbilisi Sędzia: Dan Jones |

| 18 czerwca 201717:00 | Walia U-20                                                  | 25:24 | Włochy U-20                                     | Avchala Stadium, Tbilisi Sędzia: Jaco van Heerden |
| 18 czerwca 201717:00 | Jones 8 (P K) Bradbury 5 (P) Robson 7 (2pd K) Conbeer 5 (P) | 25:24 | Rizzi 14 (pd 4K) Schiabel 5 (P) D'Onofrio 5 (P) | Avchala Stadium, Tbilisi Sędzia: Jaco van Heerden |
| 18 czerwca 201717:00 | Bianchi · Zanon                                             | 25:24 |                                                 | Avchala Stadium, Tbilisi Sędzia: Jaco van Heerden |

| 18 czerwca 201714:30 | Szkocja U-20                                 | 24:17 | Australia U-20        | Avchala Stadium, Tbilisi Sędzia: Jamie Nutbrown |
| 18 czerwca 201714:30 | Nairn 5 (P) Eastgate 9 (3pd K) Shiel 10 (2P) | 24:17 | Goddard 17 (2P 2pd K) | Avchala Stadium, Tbilisi Sędzia: Jamie Nutbrown |

### Mecze o miejsca 1–4
|  |                        |                        |                    |                       |    |                   |                   |                   |
|  | Półfinały              | Półfinały              | Półfinały          |                       |    | Mecz o 1. miejsce | Mecz o 1. miejsce | Mecz o 1. miejsce |
|  | Półfinały              | Półfinały              | Półfinały          |                       |    | Mecz o 1. miejsce | Mecz o 1. miejsce | Mecz o 1. miejsce |
|  | 13 czerwca 2017 18:00  |                        |                    |                       |    |                   |                   |                   |
|  |                        |                        |                    |                       |    |                   |                   |                   |
|  | Anglia U-20            | Anglia U-20            | 24                 |                       |    |                   |                   |                   |
|  | Anglia U-20            | Anglia U-20            | 24                 | 18 czerwca 2017 18:00 |    |                   |                   |                   |
|  | Południowa Afryka U-20 | Południowa Afryka U-20 | 22                 |                       |    |                   |                   |                   |
|  | Południowa Afryka U-20 | Południowa Afryka U-20 | 22                 |                       |    | Anglia U-20       | Anglia U-20       | 17                |
|  | 13 czerwca 2017 20:30  |                        |                    |                       |    | Anglia U-20       | Anglia U-20       | 17                |
|  |                        |                        | Nowa Zelandia U-20 | Nowa Zelandia U-20    | 64 |                   |                   |                   |
|  | Nowa Zelandia U-20     | Nowa Zelandia U-20     | Nowa Zelandia U-20 | Nowa Zelandia U-20    | 64 | 39                |                   |                   |
|  | Nowa Zelandia U-20     | Nowa Zelandia U-20     |                    |                       |    |                   |                   |                   |
|  | Francja U-20           | Francja U-20           | 26                 |                       |    |                   |                   |                   |
|  | Francja U-20           | Francja U-20           | 26                 | Mecz o 3. miejsce     |    |                   |                   |                   |
|  |                        |                        |                    |                       |    |                   |                   |                   |
|  | 18 czerwca 2017 15:30  |                        |                    |                       |    |                   |                   |                   |
|  |                        |                        |                    |                       |    |                   |                   |                   |
|  | Południowa Afryka U-20 | Południowa Afryka U-20 | 37                 |                       |    |                   |                   |                   |
|  | Południowa Afryka U-20 | Południowa Afryka U-20 | 37                 |                       |    |                   |                   |                   |
|  | Francja U-20           | Francja U-20           | 15                 |                       |    |                   |                   |                   |
|  | Francja U-20           | Francja U-20           | 15                 |                       |    |                   |                   |                   |

| 13 czerwca 201718:00 | Anglia U-20                                    | 24:22 | Południowa Afryka U-20                         | Stadion im. Micheila Meschiego, Tbilisi Sędzia: Frank Murphy |
| 13 czerwca 201718:00 | Malins 9 (3pd K) Mercer 10 (2P) Mitchell 5 (P) | 24:22 | Bosch 7 (2pd K) Augustus 10 (2P) Heerden 5 (P) | Stadion im. Micheila Meschiego, Tbilisi Sędzia: Frank Murphy |

| 13 czerwca 201720:30 | Nowa Zelandia U-20                                                        | 39:26 | Francja U-20                                                            | Stadion im. Micheila Meschiego, Tbilisi Sędzia: Mike Adamson |
| 13 czerwca 201720:30 | Falcon 19 (P 4pd 2K) Aumua 5 (P) Papaliʻi 5 (P) Clarke 5 (P) Jordan 5 (P) | 39:26 | Couilloud 5 (P) Mauvaka 5 (P) Pesenti 5 (P) Arrate 6 (3pd) Tauzin 5 (P) | Stadion im. Micheila Meschiego, Tbilisi Sędzia: Mike Adamson |
| 13 czerwca 201720:30 | Pesenti                                                                   | 39:26 |                                                                         | Stadion im. Micheila Meschiego, Tbilisi Sędzia: Mike Adamson |

| 18 czerwca 201715:30 | Południowa Afryka U-20                                                         | 37:15 | Francja U-20                        | Stadion im. Micheila Meschiego, Tbilisi Sędzia: Tom Foley |
| 18 czerwca 201715:30 | Augustus 5 (P) Brits 5 (P) Libbok 12 (3pd 2K) Grobbelaar 10 (2P) Heerden 5 (P) | 37:15 | Couilloud 10 (P pd K) Mauvaka 5 (P) | Stadion im. Micheila Meschiego, Tbilisi Sędzia: Tom Foley |

| 18 czerwca 201718:00 | Anglia U-20                                           | 17:64 | Nowa Zelandia U-20 | Stadion im. Micheila Meschiego, Tbilisi Sędzia: Nic Berry |
| 18 czerwca 201718:00 | Malins 2 (pd) Mitchell 5 (P) Bayliss 5 (P) Earl 5 (P) | 17:64 | Christie 5 (P) Jacobson 10 (2P) Walker-Leawere 5 (P) Rakete-Stones 5 (P) McKay 5 (P) Aumua 15 (3P) Papaliʻi 5 (P) Perofeta 14 (7pd) | Stadion im. Micheila Meschiego, Tbilisi Sędzia: Nic Berry |
| 18 czerwca 201718:00 | Lindenmuth                                            | 17:64 | | Stadion im. Micheila Meschiego, Tbilisi Sędzia: Nic Berry |

## Klasyfikacja końcowa
| Miejsce | Reprezentacja          | Składy |
| ------- | ---------------------- | ------ |
| złoto   | Nowa Zelandia U-20     |        |
| srebro  | Anglia U-20            |        |
| brąz    | Południowa Afryka U-20 |        |
| 4       | Francja U-20           |        |
| 5       | Szkocja U-20           |        |
| 6       | Australia U-20         |        |
| 7       | Walia U-20             |        |
| 8       | Włochy U-20            |        |
| 9       | Irlandia U-20          |        |
| 10      | Gruzja U-20            |        |
| 11      | Argentyna U-20         |        |
| 12      | Samoa U-20             |        |